# Ballantiophora lanaris
Ballantiophora lanaris là một loài bướm đêm trong họ Geometridae.